# Munida benguela
Munida benguela is een tienpotigensoort uit de familie van de Munididae. De wetenschappelijke naam van de soort is voor het eerst geldig gepubliceerd in 1988 door de Saint Laurent & Macpherson.